# Being There (松尾一彦のアルバム)
『Being There』（ビーイング・ゼア）は、1991年4月25日に発売された松尾一彦のベスト・アルバム。

## 解説
レコード会社（MOON、ファンハウス、東芝EMI）の枠を超え、ソロだけでなくオフコース時代の楽曲から選曲されたベスト・アルバム。

## 収録曲
全作曲・全編曲：松尾一彦（特記以外）
1. 僕のいいたいこと
  - 作詞：小田和正・大間仁世・松尾一彦　編曲：オフコース
  - オフコースのアルバム『over』収録。
2. アウシュビッツの雨
  - 作詞：秋元康　
  - ソロ・アルバム『Wrapped Woman』収録。
3. 波音だけは消さないで
  - 作詞・秋元康
  - ソロ・アルバム『Wrapped Woman』収録。
4. I'm a man
  - 作詞：秋元康　編曲：オフコース
  - オフコースのアルバム『as close as possible』収録。
5. 僕らしい夏
  - 作詞：松本一起　編曲：オフコース
  - オフコースのアルバム『Still a long way to go』収録。
6. LOVE'S DETERMINATION
  - 作詞：Randy Goodrum　編曲：オフコース
  - オフコースが全米進出に向け発売した全曲英詞アルバム『Back Streets of Tokyo』収録。原曲は「LAST NIGHT」
7. ガラスの破片
  - 作詞：秋元康　
  - オフコースのアルバム『as close as possible』収録。
8. 君の倖せを祈れない
  - 作詞：小田和正　編曲：オフコース
  - オフコースのベスト･アルバム『IT'S ALL RIGHT』収録。
9. There's No Shoulder
  - 作詞：Jimmy Compton
  - ソロアルバム『Breath』収録。
  - 稲垣潤一に提供した「一人のままで〜There's No Shoulder〜」の英詞によるセルフカバー。
10. せつなくて
  - 作詞：大間仁世・松尾一彦　編曲：オフコース
  - オフコースのアルバム『We are』収録。